# 3299 Hall
3299 Hall (1980 TX5) là một tiểu hành tinh vành đai chính được phát hiện ngày 10 tháng 10 năm 1980 bởi Shoemaker, C. ở Palomar.